# Мельников, Николай Павлович
Николай Павлович Ме́льников (1922—1995) — Герой Советского Союза, командир батареи 1248-го истребительно-противотанкового артиллерийского полка 12-й армии Юго-Западного фронта, старший лейтенант.

## Биография
Родился 9 декабря 1922 года на станции Раевка, ныне посёлок городского типа Раевский — районный центр Альшеевского района Башкирии, в семье рабочего. Русский. Окончил среднюю школу в Уфе.
В Красную Армию призван в 1941 году Молотовским райвоенкоматом города Уфы. В 1942 году окончил Смоленское артиллерийское училище (эвакуированное в Ирбит). На фронте в Великую Отечественную войну с августа 1942 года. Член ВКП(б)/КПСС с 1943 года.
Командир батареи 1248-го истребительно-противотанкового артиллерийского полка старший лейтенант Николай Мельников в районе города Запорожье (Украинская ССР) 14 октября 1943 года форсировал с подчинёнными реку Днепр. На правом берегу отважный офицер-артиллерист заменил выбывшего из строя командира стрелкового подразделения, умело руководил боем, отразив четыре вражеские контратаки и удержав захваченный плацдарм.
В 1948 году Герой Днепра окончил Высшую офицерскую артиллерийскую школу, а в 1960 году — Центральные артиллерийские офицерские курсы.
С 1966 года полковник Мельников Н. П. — в запасе, а затем в отставке.
Жил в городе Краснодаре. Работал преподавателем кафедры гражданской обороны Кубанского сельскохозяйственного института, председателем ДОСААФ КСХИ. Будучи председателем ДОСААФ КСХИ организовал при институте мотоклуб с секцией мотокросса, вёл большую военно-патриотическую работу со студентами. Организовал и лично возглавил несколько мото-пробегов по местам боевой славы ВОВ, в том числе в города-Герои Волгоград, Новороссийск, Севастополь.
Умер 30 мая 1995 года. Похоронен в Краснодаре на Славянском кладбище.

## Награды
- Указом Президиума Верховного Совета СССР от 19 марта 1944 года за образцовое выполнение заданий командования и проявленные мужество и героизм в боях с немецко-фашистскими захватчиками старшему лейтенанту Мельникову Николаю Павловичу присвоено звание Героя Советского Союза с вручением ордена Ленина и медали «Золотая Звезда» (№ 3495)[2].
- Орден Ленина.
- Орден Отечественной войны 1-й степени (06.04.1985)[3].
- Орден Отечественной войны 2-й степени (12.01.1944)[4].
- Орден Красной Звезды (11.10.1943)[5].
- Орден Красной Звезды.
- Медаль «За оборону Сталинграда».
- Медали.

## Память
- На могиле Героя установлено памятное надгробие[6].